# Luminale

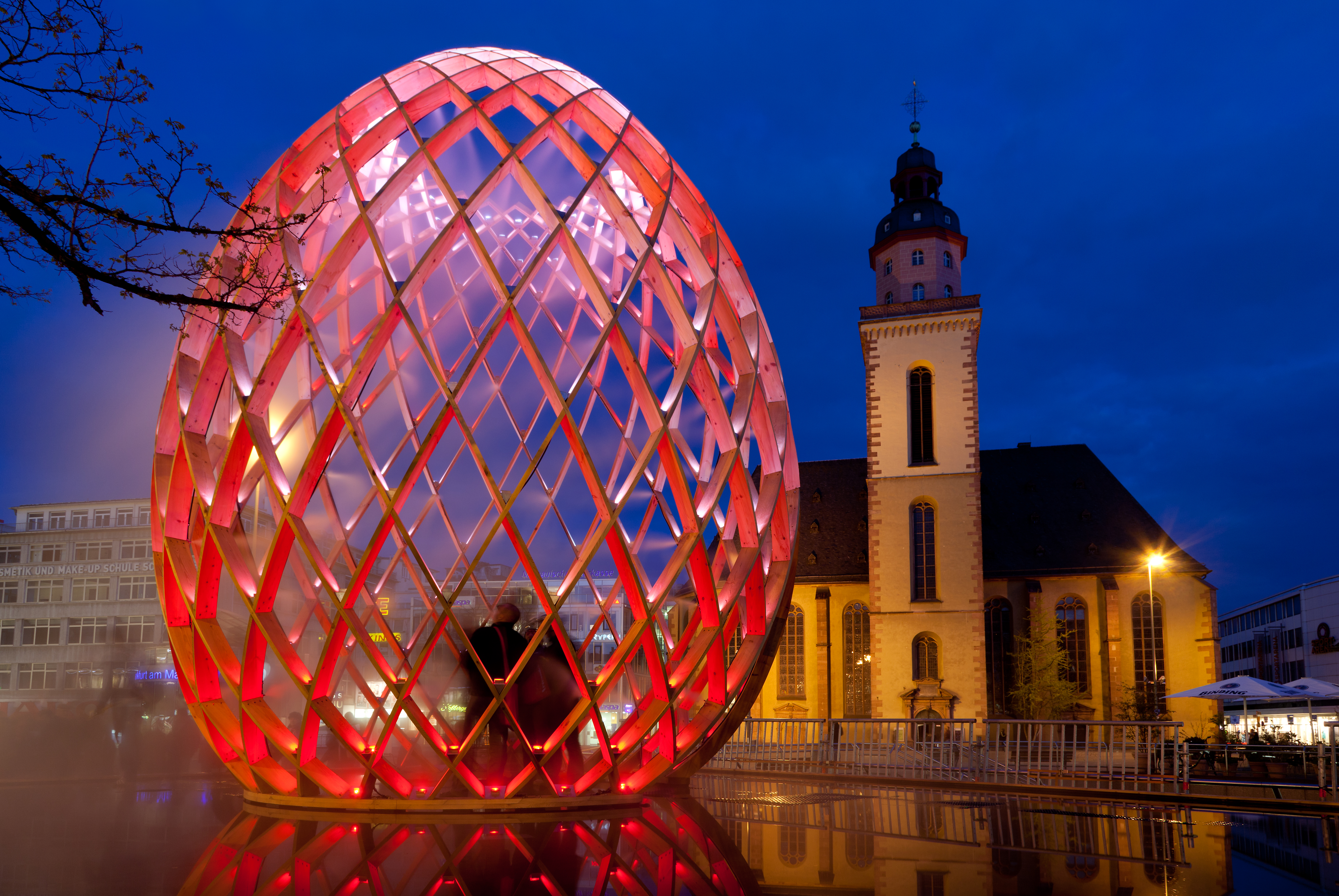
LOVO devant le poste de police principal de Francfort lors de la Luminale 2012

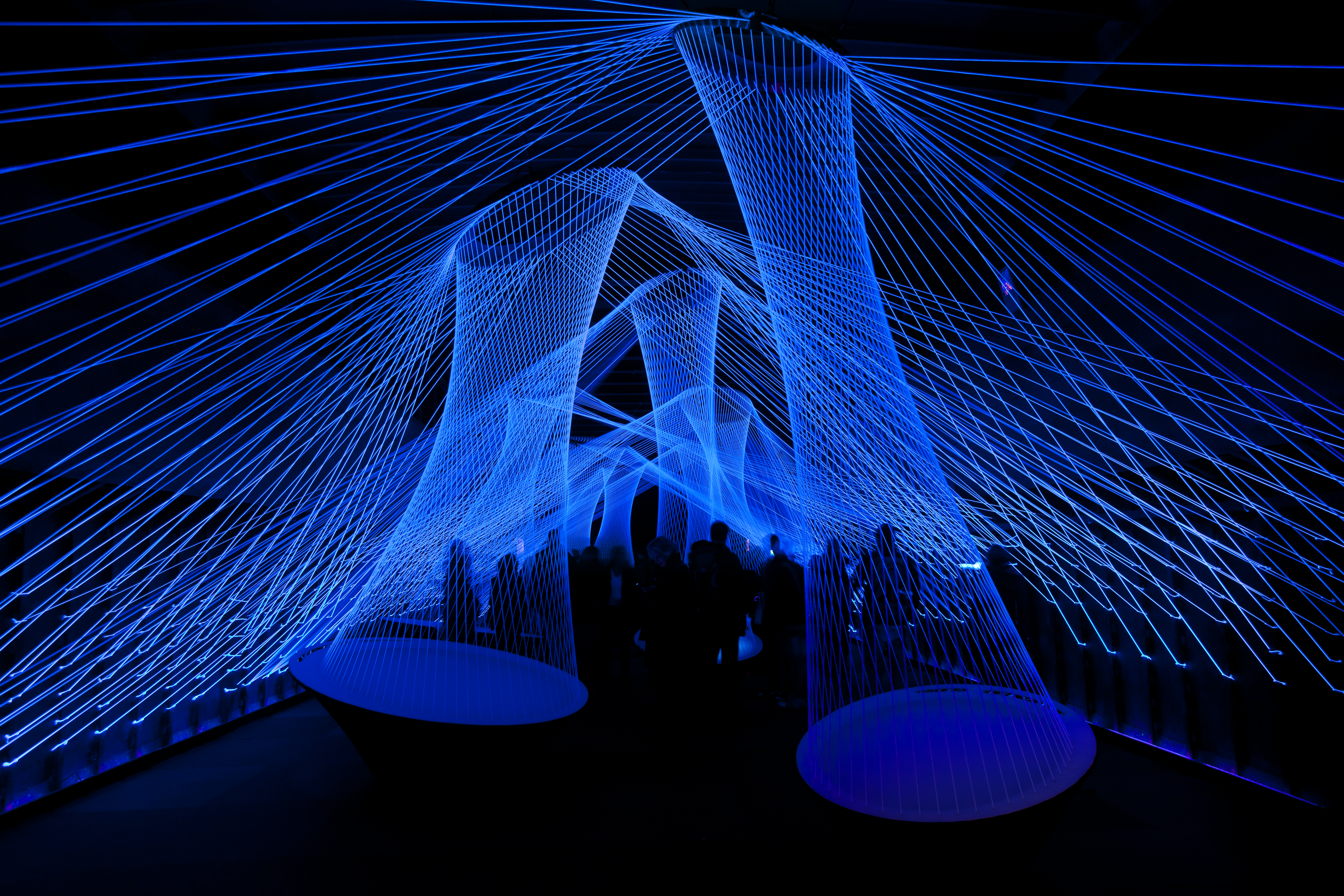
Le Resonate lors de la Luminale 2012

La Luminale est un festival culturel mettant en avant des œuvres artistiques constituées ou mises en lumière et qui se tient tous les deux ans depuis 2000 à Francfort-sur-le-Main. Il est toujours maintenue parallèlement au salon Light+Building (de), une foire commerciale internationale pour l'éclairage et les techniques d'éclairage. Pendant le festival Luminale, des installations lumineuses sont installées dans des bâtiments sur des lieux publics et privés.
Lors de la quatrième édition en avril 2008, pour la première fois également pris part dans les villes et les régions en dehors de la région Rhin-Main, y compris à Aschaffenbourg en Bavière et dans la vallée du Haut-Rhin moyen. Il y avait environ 220 installations lumineuses et plus de 180 événements, auxquels ont participé plus de 100 000 personnes. Le cinquième festival a eu lieu du 11 au 16 avril 2010 sur 157 lieux entre Mayence, Wiesbaden et Aschaffenbourg. le sixième, du 15 au 20 avril 2012 comptait plus de 170 représentations. Selon l'organisateur, il y a eu environ 140 000 visiteurs.